# 1057. grenadirski polk (Wehrmacht)
1057. grenadirski polk (izvirno nemško 1057. Grenadier-Regiment; kratica 1057. GR) je bil pehotni polk Heera v času druge svetovne vojne.

## Zgodovina
Polk je bil ustanovljen 15. januarja 1944 iz 1025. grenadirskega polka kot sestavni del 91. pehotne divizije.
Junija istega leta je bil polk uničen v bitki za Cherbourg; ponovno je bil ustanovljen oktobra 1944 za 344. pehotno divizijo.